# Прочисть мізки!
«Прочисть мізки!» (нім. Free Rainer — Dein Fernseher lügt) — стрічка-утопія про егоїстичного телепродюсера, який переоцінює свої погляди та збирає людей для боротьби з телерейтингами.

## Сюжет
Молодий та красивий телепродюсер Райнер створив популярні телепередачі «Хто одержить супер-дитину?», «Репортер 24». У нього є квартира, гарна дівчина Анна та залежність від наркотиків. Одного дня він знайомиться з Пегою, яка його переслідує. Дівчина збиває телепродюсера. Вони потрапляють у лікарню, де чоловік дізнається, що через один випуск «Репортер 24», дідусь Пеги закінчив життя самогубством. Переживши клінічну смерть, молодий телепродюсер розуміє, що на телебаченні головне — гроші, рейтинг, популярність, а передачі подібні «Хто одержить супер-дитину?» засмічують мозок людей. Він звільняється з телекомпанії. Продавши будинок, разом з Пегою та Філліпом він утворює організацію, щоб здійснити революцію на телебаченні та привчити глядачів дивитися якісний, достойний матеріал. Ризикований експеримент їм вдається.

## У ролях
| Актор              | Персонаж | Роль                        |
| ------------------ | -------- | --------------------------- |
| Моріц Бляйбтрой    | Райнер   | телепродюсер                |
| Ельза Софі Гамбард | Пега     | постраждала від шоу Рейнера |
| Мілан Пешель       | Філліп   | охоронець                   |
| Сімона Ганзельман  | Анна     | дівчина Райнера             |

## Створення фільму

### Виробництво
Зйомки фільму проходили в Берліні та Відні.

### Знімальна група
- Кінорежисер — Ганс Вайнґартнер
- Сценаристи — Катарина Гельд, Ганс Вайнґартнер
- Кінооператор — Крістін А. Мейєр
- Кіномонтаж — Андреас Вондрашке
- Композитор — Адам Ілхан, Андреас Вондрашке
- Художник-постановник — Удо Крамер
- Художник по костюмах — Томас Ола
- Підбір акторів — Сімон Бер, Маркус Шляйнцер[2].

### Саундтреки
| Виконавець                                                                                    | Назва пісні                | Композитор      |
| --------------------------------------------------------------------------------------------- | -------------------------- | --------------- |
| Downset                                                                                       | «Anger »                   |                 |
| Альфредо Каталані                                                                             | «Ebben, Ne Andro Lontanta» |                 |
| Кріс Бенгз                                                                                    | «Should Know Better »      |                 |
| Dodgy                                                                                         | «Grassman»                 |                 |
| Адем Ільхан                                                                                   | «These Are Your Friends»   |                 |
| Том Ян, Гудрун Гундлах                                                                        | «Tag der großen Arbeit»    | Рейнгольд Андер |
| Адем Ільхан                                                                                   | «Cut »                     |                 |
| The Committee For The Preservation Of Sound                                                   | «Gonna Tear It All Down»   | Майлз Куроський |
| Beulah                                                                                        | «Warmer»                   | Майлз Куроський |
| Ельза Софі Гамбард, Том Ян, Андреас Брандт, Роберт Віктор Мініх, Ральф Кнікер, Іршад Пінжатан | «Hey Hey Wickie»           | Крістіан Брун   |
| Sister Vanilla                                                                                | «The Two Of Us»            |                 |

## Сприйняття

### Критика
Фільм отримав позитивні відгуки. На сайті Rotten Tomatoes оцінка фільму становить 72 % на основі 994 відгуки від пересічних глядачів. Йому зараховано «попкорн» із середньою оцінкою 3,7/5 , Internet Movie Database — 6,7/10 (3 953 голоси).

### Номінації та нагороди
| Нагороди та номінації фільму «Прочисть мізки!» | Нагороди та номінації фільму «Прочисть мізки!» | Нагороди та номінації фільму «Прочисть мізки!» | Нагороди та номінації фільму «Прочисть мізки!» | Нагороди та номінації фільму «Прочисть мізки!» | Нагороди та номінації фільму «Прочисть мізки!» |
| Рік                                            | Кінофестиваль/кінопремія                       | Категорія/нагорода                             | Номінант                                       | Результат                                      |                                                |
| ---------------------------------------------- | ---------------------------------------------- | ---------------------------------------------- | ---------------------------------------------- | ---------------------------------------------- | ---------------------------------------------- |
| 2007                                           | Міжнародний кінофестиваль у Сан-Себастьяні     | Золота мушля                                   | Ганс Вайнґартнер                               | Номінація                                      |                                                |
| 2008                                           | Золотий трейлер                                | Найкращий іноземний комедійний трейлер         | Прочисть мізки!                                | Номінація                                      |                                                |
| 2008                                           | Romy Gala                                      | Улюблений актор                                | Моріц Бляйбтрой                                | Номінація                                      |                                                |
| 2008                                           | Undine Awards                                  | Найкраща молода характерна акторка             | Сімона Ганзельман                              | Перемога                                       |                                                |
| 2008                                           | Undine Awards                                  | Найкраща молода кіноакторка                    | Ельза Софі Гамбард                             | Перемога                                       |                                                |
| 2008                                           | Undine Awards                                  | Найкращий актор другого плану                  | Вінценз Кіфер                                  | Номінація                                      |                                                |